# 第六巡防艦分艦隊
第六巡防艦分艦隊（6th Frigate Squadron）是一支存在於1950年至2002年的英國皇家海軍分艦隊。

## 歷史
第六巡防艦分艦隊所屬的艦隻包括湖級巡防艦、15型巡防艦、惠特比級巡防艦、羅斯賽級巡防艦、部落級巡防艦、利安德級巡防艦以及23型巡防艦。
第六巡防艦分艦隊的艦隻參加了英國女王伊莉莎白二世加冕艦隊檢閱式、鱈魚戰爭、女王銀禧艦隊檢閱式、福克蘭戰爭和第一常備北約海上集群。
分配給第六巡防艦分艦隊的艦隻在其煙囪或上層建築上貼有描繪阿爾斯特紅手的徽章。
在1977年6月24日至29日的女王銀禧艦隊閱兵式上，第六巡防艦分艦隊所出動的艦隻如下：
HMS仙女座號。
HMS奈德號。
HMS布賴頓號。
HMS卡律布狄斯號。
第六巡防艦分艦隊於2002年解散。